# Bibigon
Bibigon (en russe Бибигон) était une chaîne de télévision thématique russe destinée aux enfants et aux adolescents. Fondée le 1er septembre 2007, cette filiale de la chaîne Telekanal Rossiya était la propriété du groupe audiovisuel VGTRK.
Bibigon a cessé ses émissions le 27 décembre 2010, laissant la place à une nouvelle chaîne (également consacrée aux jeunes), contrôlée à la fois par Perviy Kanal et VGTRK : Karusel.

## Histoire
Diffusée sur le réseau câblé des principales villes de Russie à hauteur de 19 heures quotidiennes, la chaîne était également reprise par satellite afin de desservir les régions plus reculées. Certaines productions de Bibigon étaient retransmises sur les chaînes nationales de la VGTRK (Telekanal Rossiya, Kultura et RTR Sport).
La grille des programmes de Bibigon mêlait dessins animés, séries, variétés, concours et émissions thématiques. Les émissions régulières débutaient à 5 heures du matin par un long métrage suivi de cartoons et de programmes éducatifs, lesquels étaient repris à plusieurs moments de la journée. Conçus comme des modules d'environ un quart-d'heure, ils traitaient de sujets divers, tels que le sport (Мастер спорта), les arts (Академия художеств) mais aussi les bonnes manières (Уроки хороших манер), la grammaire et l'orthographe (Говорим без ошибок).
La chaîne laissait une large place au divertissement, intégrant dans sa grille des programmes de nombreux dessins animés : ainsi des productions françaises Marsupilami (Марсупилами), Yakari (Якари) et Oggy et les Cafards (Огги и тараканы). Bibigon diffusait également des séries, des jeux télévisés (Ступени, Сразись с нацией) ou des variétés. En fin d'après-midi, la chaîne diffusait principalement des émissions éducatives (cours télévisés et documentaires) avant de se consacrer de nouveau au divertissement. À 20 heures 30, Bibigon diffusait une émission de 10 minutes consacrée aux tout-petits : Bonne nuit les petits (Спокойной ночи, малыши) avant de poursuivre par des séries et des documentaires.
À partir de 2008, la chaîne retransmettait les présélections et la finale du Concours Eurovision de la chanson junior, qui permet à de jeunes artistes de toute l'Europe de se mesurer entre eux.

## Programs
- Barney & Friends
- Bob the Builder
- Dora the Explorer
- Ghostwriter (TV series)
- LazyTown
- Marsupilami
- Maya the Bee'
- Oggy et les Cafards
- Olivia (TV series)
- Sesame Street
- Teletubbies
- VeggieTales
- Yakari